# Roberto Calia
Roberto Calia (Alcamo, 1950) è uno storico italiano.

## Biografia
Roberto Calia, laureato in Pedagogia, è uno storico alcamese, ed è stato fino al 2013 il direttore della Biblioteca Civica "Sebastiano Bagolino" di Alcamo; pubblica su giornali e riviste con interessi relativi alla storia, letteratura, arte e tradizioni.
Ha fatto, inoltre, diverse ricerche in vari settori, fra cui quello etnoantropologico, seguite da decine di pubblicazioni, fra cui quella sui Misteri di Trapani.
Nel 1980 ha collaborato, con un'opera di meticolosa catalogazione, alla fondazione del museo etnoantropologico di Alcamo, che si è arricchito col passare del tempo, grazie ai pezzi donati da singoli cittadini  che sono stati esposti, in un primo tempo, presso il Castello dei conti di Modica, per poi essere abbandonati in diversi locali del Comune di Alcamo.
Scopo di questo museo doveva essere quello di ripercorrere le attività, usi e tradizioni del territorio, dando così al visitatore la possibilità di conoscere le ricchezze del patrimonio storico e etnoantropologico della zona.
Attualmente Roberto Calia continua la sua opera di studio e ricerche sui costumi e le tradizioni del proprio territorio, di cui è un profondo conoscitore.

## Pubblicazioni
- Alcamo, testo di Roberto Calia e foto di Antonio Palazzolo; Palermo, Sicilian tourist service, 1993
- Alcamo dalle origini ai nostri giorni; Caltanissetta, tip. Lussografica, 2016 (stampa finanziata dal Comune di Alcamo)
- Alcamo e il suo teatro; Alcamo, Carrubba, stampa 2000
- Alcamo Marina: ieri e oggi; Alcamo, Edizioni Carrubba, 2006
- Alcamo: usanze e costumanze voll. I e II; Alcamo, Sarograf,  1991
- Anime di pietra, le sculture di Liberio Lombardo; testi di Lorenzo Raspanti, Roberto Calia, Baldo Savonari, Piero Rotolo; illustrazioni di Leonardo Rocca; Alcamo, ed.Campo, 2007
- L'antica arte del corallo trova in Paolo Cona un abile e raffinato continuatore di Roberto Calia; San Giustino Perugia, Conart, 2001
- L'artigianato ieri e oggi, di Roberto Calia e Antonio Fundarò; Alcamo, Tip. Sarograf, 1996
- Il beato Arcangelo Placenza frate minore, Calatafimi 1380-1460 Alcamo; testo di Umberto Castagna e presentazione di Roberto Calia; Alcamo, Associazione culturale Beato Arcangelo, Frati minori del convento S. Maria di Gesù, 1993
- Il beato Arcangelo Placenza da Calatafimi: itinerario storico, biografico, religioso, letterario; Alcamo, Sarograf, 2001
- La biblioteca comunale "Sebastiano Bagolino" di Alcamo: notizie storiche e bibliografiche; Alcamo, Distretto scolastico n. 62, stampa 2000
- La cappella funeraria di Don Rizzo: vedi A.A.V.V.- La Memoria Restituita;
- Caricature e caricaturisti in Alcamo: una raccolta inedita delle illustrazioni di Piazza, Mistretta, Spica / [a cura di] Roberto Calia; Alcamo, Carrubba, 2010
- Ceroplastica e smaltoplastica in Alcamo; Alcamo, Sarograf, 1989
- La chiesa dei SS. Paolo e Bartolomeo di Alcamo: notizie storiche artistiche; Alcamo, Sarograf, 1986
- Una città da scoprire: Alcamo; testi di Roberto Calia e fotografie di Giuseppe Calandrino;  Alcamo, Blu Imaging & ADV, 1991
- Il Contrasto, a cura dell'Amministrazione Comunale di Alcamo, introduzione di Roberto Calia; Alcamo, Sarograf, 1988
- Creativamente attivo: percorso per un curriculo multimediale di Antonio Fundaro e Celestino Testa; introduzione di Michela Di Gaetano e prefazione di Roberto Calia; Roma, CE.S.I.S.E, 1999
- Dalle crociate all'Ordine Equestre del Santo Sepolcro in Sicilia; Palermo, Sicilgraf, 2012
- Salvatore Giaconia pittore dell'Ottocento siciliano di Roberto Calia; prefazione di Maria Concetta Di Natale; Palermo, Regione siciliana, Assessorato dei beni culturali, ambientali e della pubblica istruzione, Dipartimento dei beni culturali, ambientali e dell'educazine permanente, 2008, stampa 2009
- L'Istituto pia opera Pastore e lo spirito di s. Vincenzo de' Paoli in Alcamo; Alcamo, ed. Campo, 1985
- Masserie di Alcamo e dintorni; Alcamo, Sarograf, 1990
- Monastero benedettino S. Francesco di Paola (Badia nuova), Alcamo: 3º centenario: 1699-1999;a cura di Roberto Calia, 1999
- Il Novecento letterario alcamese, vedi Poesia, Narrativa, saggistica in provincia di Trapani
- L'ordine equestre del S. Sepolcro in Sicilia; Alcamo, Sarograf, 2002
- I palazzi dell'aristocrazia e della borghesia alcamese; Alcamo, Carrubba, 1997
- Giuseppe Renda (1772-1805), di Roberto Calia, Maria Concetta Di Natale, Maurizio Vitella; fotografie di Enzo Brai; Bagheria, Centro studi Don Rizzo, 2004
- Il secolo di Giuseppe Cottone, di E. Calandra e R. Calia; a cura di Salvatore Di Marco; Palermo, Thule, 2005
- Sintesi storica di Alcamo; Arte tipografica S.a.S., 1990
- La società di San Vincenzo de' Paoli in Sicilia; Alcamo, Sarograf, 2002
- Lo stemma della città di Alcamo attraverso i secoli; Alcamo; Sarograf, 1994?
- Storia di Alcamo: service per la scuola media dell'obbligo; a cura del club Lions di Alcamo, 1990